# Мэдисон, Сара Даниэль
Са́ра Даниэ́ль Мэ́дисон (англ. Sarah Danielle Madison), урождённая — Го́лдберг (англ. Goldberg; 6 сентября 1974, Спрингфилд, Иллинойс, США — 27 сентября 2014, Висконсин, США) — американская актриса

.

## Биография и карьера
Сара Даниэль Мэдисон, урождённая Голдберг, родилась 6 сентября 1974 года в Спрингфилде (штат Иллинойс, США) в семье Билла и Джуди Голдберг. У Сары был брат — Брэдли Голдберг. В 1992 году Мэдисон окончила Латинскую школу в Чикаго, занимаясь в ней волейболом, а в 1996 году — Амхерстский колледж, получив степень бакалавра наук по микробиологии. Будучи биологом по образованию, она решила попытаться исполнить свою мечту стать актрисой и для этого переехала в Лос-Анджелес, штат Калифорния. Вскоре после переезда получила роль Шерил Логан в фильме «Парк юрского периода III» (2001).
Она была наиболее известна по роли второго плана доктора Сары Гласс, жены доктора Мэтта Кэмдена, в семейной драме The CW «Седьмое небо». Она также сыграла роль Хезер Лабонте, одного из медицинских резидентов и любовного интереса Кайла МакКарти (Кевин Рам), в «Справедливой Эми». В 2009 году она появилась в медицинской драме «Доктор Хаус» в роли Линн, жены больного с хронической болью и суицидальными наклонностями, в эпизоде «Без боли». Она сыграла Коллин Саркоисян, матери Лиама, в «90210: Новое поколение».
Хотя иногда в титрах она указывалась, как Сара Голдберг, Сара Даниэль Голдберг или Сара Даниэль, сама актриса предпочитала зваться Сарой Даниэль Мэдисон в качестве её профессионального имени из-за её любви к русалке Мэдисон из фильма «Всплеск» 1984 года.
27 сентября 2014 года Мэдисон скоропостижно скончалась во сне от сердечного приступа, ровно через три недели после своего 40-летия, во время поездки к семье на юго-восток Висконсина.

## Избранная фильмография
| Год       |   | Русское название           | Оригинальное название          | Роль                 |
| --------- | - | -------------------------- | ------------------------------ | -------------------- |
| 1999      | с | Время твоей жизни          | Time of Your Life              | Девушка №1           |
| 2000      | ф | Ivans XTC                  | Ivans XTC                      | Наоми                |
| 2001      | ф | Парк юрского периода III   | Jurassic Park III              | Шерил                |
| 2001      | ф | Тренировочный день         | Training Day                   | девушка в колледже   |
| 2002—2004 | с | Справедливая Эми           | Judging Amy                    | Доктор Хезер Лабонте |
| 2002—2006 | с | Седьмое небо               | 7th Heaven                     | Сара Гласс Кэмден    |
| 2007      | с | Без следа                  | Without a Trace                | Джина Фарентино      |
| 2007      | с | C.S.I.: Место преступления | CSI: Crime Scene Investigation | Джина Фарентино      |
| 2009      | с | Зверь                      | The Beast                      | Дженнифер            |
| 2009      | с | Доктор Хаус                | House                          | Линн                 |
| 2009—2011 | с | 90210: Новое поколение     | 90210                          | Коллин Саркоисян     |